# Could’ve Been You
«Could’ve Been You» — рок-песня, впервые исполненная Бобом Хэллиганом и позже получившая известность в исполнении американской певицы и актрисы Шер. Песня была написана Хэллиганом и Арни Ромэном для альбома Хэллигана Window In The Wall в 1991-м. Версия Шер была спродюсирована Питером Эшером и выпущена в Европе в начале 1992-го как четвёртый сингл с двадцать первого альбома Шер Love Hurts. Песня является посланием героя к его бывшему другу.
Версия Шер получила положительные отзывы критиков и поднялась до № 31 в британском чарте. В рамках промо, Шер выступила с песней на шоу Top of the Pops и Aspel and Company.

## О песне
Боб Хэллиган в 1991 году выпустил свой альбом  Window In The Wall на лейбле Atco Records. Единственным синглом с альбома стала заглавная песня — «Could’ve Been You». Atco Records переживали в тот год «политический переворот» и релиз Хэллигана был одним из немногих, которые смогли выйти в свет. Хэллиган позже говорил, что «песня продержалась в радио-ротации всего 3 недели и осталась незамеченной».
Позже в этом же году Шер записала кавер-версию песни для своего альбома Love Hurts. Продюсером её версии стал Питер Эшер, с которым она уже сотрудничала при создании хита № 1 «The Shoop Shoop Song (It's in His Kiss)». Би-сайдом первого британского сингла был дуэт с Ричардом Пейджем «One Small Step», на последующих изданиях он был заменен на «Love and Understanding». На обложке использована фотография с Шер в чёрном маленьком платье, на первых же копиях сингла использовалось это фото, но в обрезанном варианте, показывающем лишь её ноги. Это же фото использовано на обложке турбука Love Hurts Tour. В 1993 году «Could’ve Been You» стала би-сайдом сингла Whenever You're Near.
9 апреля 1992 года Шер вживую исполнила новый сингл на шоу Top of the Pops, через 6 дней после начала турне Love Hurts Tour. Во время выступления Шер в красном парике и в костюме с расстегнутым жакетом, открывающим кожаный бюстгальтер. 11 апреля Шер появилась на шоу Aspel and Company, где дала интервью и исполнила «Could’ve Been You».

## Оценки критиков
«Could’ve Been You» получил хорошие отзывы критиков. Jim Farber заметил, что на альбоме «должно быть больше таких забавных треков как „Could’ve Been You“. David Wild назвал „Love and Understanding“, „Save Up All Your Tears“ и „Could’ve Been You“ сильными треками, которые доказывают, что „она все еще эффектная поп-певица“.

## Чарты
Песня дебютировала на британском хит-параде в № 32 18 апреля 1992. На второй неделе она достигла пик-позиции № 31, на следующей неделе опустившись до № 43 и затем в четвертую и последнюю неделю до № 60. Песня также вошла в немецкий хит-парад в конце мая 1992, проведя семь недель в чарте и достигая пик-позиции № 75.

## Список композиций
| - UK 12» single 1. «Could’ve Been You» — 3:30 2. «Love and Understanding» — 4:43 3. «Save Up All Your Tears» — 4:00 - Germany CD-Maxi single 1. «Could’ve Been You» — 3:30 2. «One Small Step» (duet with Richard Page) — 3:28 3. «When Love Calls Your Name» — 3:32 | - UK 7" single 1. «Could’ve Been You» — 3:30 2. «One Small Step» (duet with Richard Page) — 3:28 - UK 7" single 1. «Could’ve Been You» — 3:30 2. «Love and Understanding» — 4:43 |

## Над синглом работали
- Оформление — Kevin Reagan
- Менеджмент — Bill Sammeth, John Kalodner
- Фото — Herb Ritts
- Продюсер — Peter Asher
- Микширование — Frank Wolf

## Чарты
| Чарт (1992)           | Место |
| --------------------- | ----- |
| Germany Singles Chart | 75    |
| UK Singles Chart      | 31    |